# Борисова, Тамара Никитична
Тамара Никитична Борисова (23.07.1945 — 06.04.2002) — бригадир-оператор полуавтоматической линии по разделке древесины Кормовищенского леспромхоза, лауреат Государственной премии СССР (1976).
Родилась 23.07.1945 в г. Лысьва Молотовской (Пермской) области. Окончила Кормовищенскую семилетнюю школу (1959).
С 1962 г. разнорабочая Кормовищенского строительного управления. Несколько лет жила и работала в п. Рассолёнки. В 1971 г. вернулась в п. Кормовище, окончила курсы операторов ПЛХ в Чусовской лесотехнической школе Пермлеспрома (1973).
С 1973 г. оператор 5-го разряда, бригадир-оператор полуавтоматической линии по разделке древесины Кормовищенского леспромхоза Пермского государственного промышленного хозрасчетного объединения.
Возглавила первую в объединении «Пермлеспром» сквозную бригаду по обслуживанию полуавтоматических линий.
За счёт изыскания внутренних резервов её бригада добилась значительного роста эффективности работы. В 1975 г. она разделала 70 тыс. кубометров древесины (лучший показатель среди предприятий Министерства лесной и деревообрабатывающей промышленности СССР). Такой же результат получен и в последующие годы.
Лауреат Государственной премии СССР (1976) — за совершенствование трудовых процессов, расширения зон обслуживания, совмещения профессий, внедрения передовых методов труда. Обладатель почётного звания «Лучшая женщина-механизатор Минлесбумпрома СССР» (1975, 1982).
Умерла 06.04.2002 в п. Кормовище Лысьвенского района Пермской области.